# Egter
Egter (ook: Egter van Wissekerke) is een Nederlands geslacht dat vooral predikanten en militairen voortbracht.

## Geschiedenis
De stamreeks begint met Hector Fournier die zich met zijn vrouw, vermoedelijk beiden afkomstig uit Frankrijk, voor 1666 in Rotterdam vestigde. Zijn kleinzoon Pieter (Pierre) Egter (1692-1755) werd in 1721 poorter van Dordrecht. Zijn zoon Frederik Willem (1723-1794) was de eerste predikant in de familie; hij trouwde in 1754 met Anna van Sonsbeeck, vrouwe van Wissekerke (1704-1765), waarmee de heerlijkheid Wissekerke in de familie Egter kwam en de familienaam Egter van Wissekerke ontstond.
In 1937 werd het geslacht opgenomen in het genealogische naslagwerk Nederland's Patriciaat.

## Bekende telgen
- Ds. Frederik Willem Egter, heer van Wissekerke 1765- (1723-1794), predikant te Wissekerke; trouwde (1) in 1749 met Sara Catharina Harinck (1728-1749), trouwde (2) in 1754 met Anna van Sonsbeeck, vrouwe van Wissekerke (1704-1765), en trouwde (3) in 1767 met Maria Geertruida Zoutmaat (1737-1803). Uit het eerste huwelijk werd één zoon geboren, uit het derde huwelijk werden negen kinderen geboren.
  - Dr. Cornelis Egter (1749-1794), medisch doctor, poorter te Goes 1773, daarna te Zoetermeer, poorter te Brielle 1786
    - Mr. Abraham Jacobus Frederik Egter, heer van Wissekerke (1784-1871), lid Tweede Kamer der Staten-Generaal 1845
      - Abraham Jacobus Frederik Egter van Wissekerke (1833-1908), generaal-majoor artillerie
        - Mr. Frederik Jacobus Daniel Cornelis Egter van Wissekerke (1864-1945), burgemeester van Rockanje en Nieuwenhoorn, daarna van Brielle
          - Abraham Jacobus Frederik Michiel Egter van Wissekerke (1905-1992), ordonnansofficier van de koningin, brigadegeneraal der Koninklijke Marechaussee

        - Anna Wilhelmina Elisabeth Maria Egter van Wissekerke (1872-1969), lithograaf, tekenaar en kunstschilder.

  - Ds. Willem Adriaan Egter, heer van Wissekerke (1770-1841), predikant te Wissekerke 1797
    - Frederik Albert Egter (1795-1841), luitenant-kolonel infanterie, gouverneur der Molukken
    - Appolonius Verkat Egter (1808-1884), generaal-majoor infanterie

  - Petrus Johannes Egter (1772-1809), secretaris 1792, schout van 's Heer-Hendrikskinderen en Wissekerke 1797, in militaire dienst in Spanje

Geslachten die opgenomen zijn in het sinds 1910 verschijnende genealogische naslagwerk Nederland's Patriciaat. Lijst volgens opgave van het CBG Centrum voor familiegeschiedenis.
A · B · C · D · E · F · G · H · I · J · K · L · M · N · O · P · Q · R · S · T · U · V · W · Y · Z